# Дэвис, Спенсер
Спенсер Дэвис (англ. Spencer Davis; полное имя Спенсер Дэвид Нельсон Дэвис, англ. Spencer David Nelson Davies; 17 июля 1939, Суонси, Уэльс — 19 октября 2020, Лос-Анджелес, Калифорния) — британский певец и музыкант,  автор песен.
Наиболее известен как основатель и участник Spencer Davis Group, существовавшей в 1960-е годы группе, достигшей успеха с синглами «Keep on Running», «Somebody Help Me» (оба — #1 UK), «Gimme Some Lovin» (# 2) и «I’m a Man» (# 9).
Спенсер Дэвис известен также как музыкальный продюсер и один из руководителей лейбла Island Records.

## Биография
Спенсер Дэвис проявил интерес к музыке ещё в детстве, его ранними увлечениями были скиффл, джаз и блюз. К 16 годам Дэвис увлекся гитарой и американским ритм-энд-блюзом. К числу музыкантов, оказавших на него наибольшее влияние, относятся Big Bill Broonzy, Ледбелли, Buddy Holly, Alexis Korner и Long John Baldry. По окончании школы Дэвис поступил в Бирмингемский университет и часто выступал на сцене после учебного дня. Находясь в Бирмингеме, он завязал музыкальные и личные отношения с Кристин Пёрфек, которая позже стала участницей группы Fleetwood Mac.
В 1963 году Дэвис создал свою группу под названием Spencer Davis Group, куда кроме него вошли Питер Йорк (ударные), басист Мафф Уинвуд и его младший брат Стив Уинвуд (гитара, орган, вокал). Концертные выступления Spencer Davis Group привлекли внимание музыкального сообщества, и вскоре группа подписала контракт с лейблом Island Records. Продюсером стал Крис Блэквелл, один из основателей Island Records. Наибольший успех группе принесли синглы «Keep on Running», «Somebody Help Me» (оба — #1 UK), «Gimme Some Lovin» (# 2) и «I’m a Man» (# 9).
В 1967 году Стив Уинвуд покинул Spencer Davis Group и образовал свою собственную группу под названием Traffic, его брат Мафф Уинвуд стал руководителем отдела A&R (артистов и репертуара) в Island Records. Spencer Davis Group продолжали записываться и — совместно с Traffic — записали музыку к фильму «Here We Go Round the Mulberry Bush».
Последним успешным релизом группы стал «After Tea» (1968), но одновременно эту песню выпустила германская группа The Rattles. Spencer Davis Group прекратили выступать, а вскоре распались. Дэвис продолжил работать продюсером, в основном записывая альбомы джазовой направленности.
Дэвис скончался от пневмонии 19 октября 2020 в возрасте 81 года в Лос-Анджелесе.

## Дискография

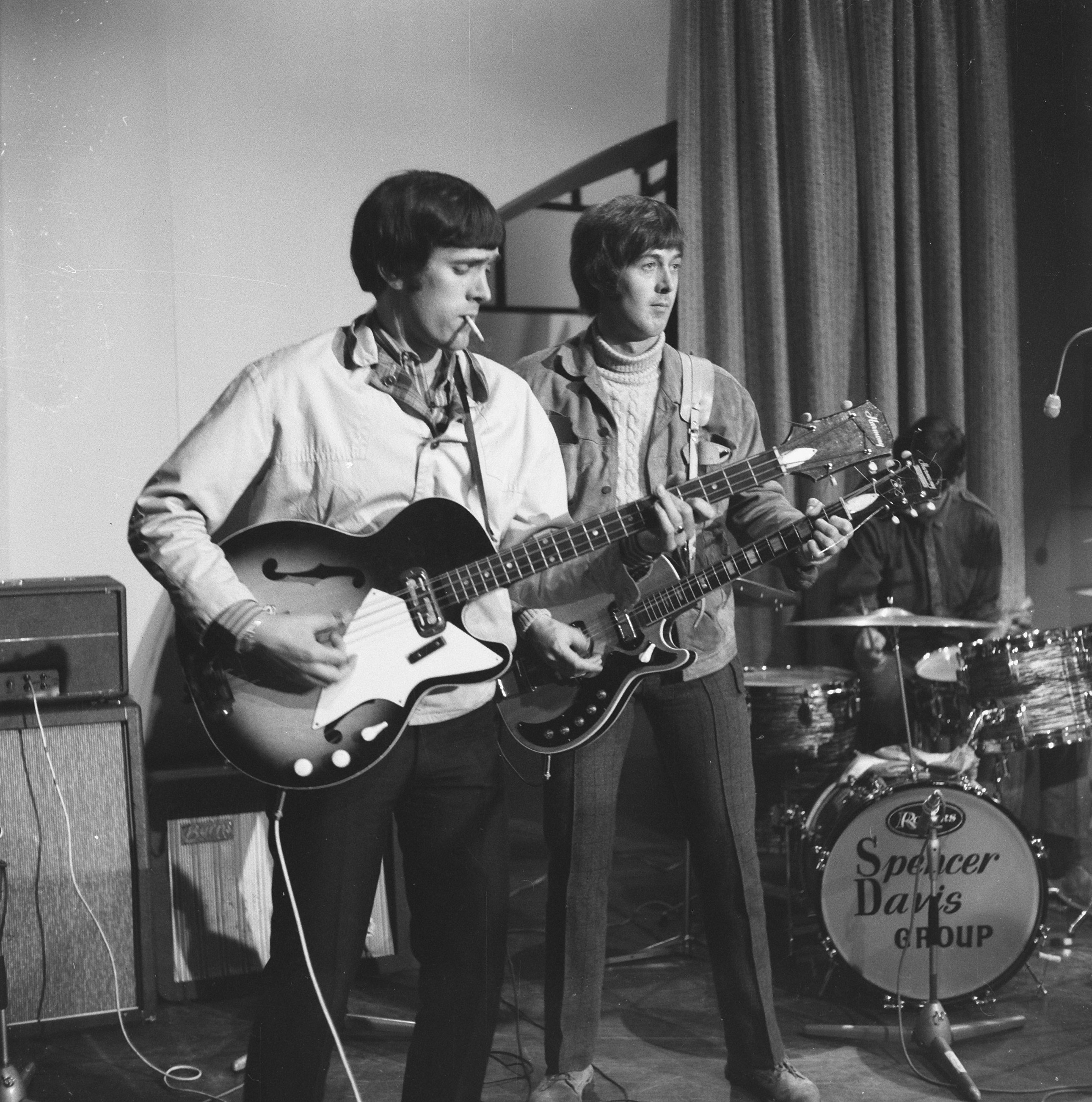
Спенсер Дэвис (слева) в 1966 г. Справа — Мафф Уинвуд

### The Spencer Davis Group
- См. дискографию The Spencer Davis Group

### Остальное
- Spencer Davis And Peter Jameson: It's Been So Long (1971)
- Spencer Davis: Mousetrap" (1972)
- Downchild Blues Band With Spencer Davis: Blood Run Hot (1981)
- Spencer Davis: Crossfire (1984)
- Spencer Davis, Pete York, Colin Hodgkinson: Live Together (1985)
- Chris Farlowe, Spencer Davis, Pete York, Colin Hodgkinson, Zoot Money, Miller Anderson: Extremely Live At Birmingham Town Hall (1988)
- Spencer Davis: Keep On Running (1999)
- Spencer Davis: So Far (2006)
- Spencer Davis: One Fine Day (2021)